# 엔도 유
엔도 유(일본어: 遠藤 優, 1997년 10월 29일 ~ )는 일본의 여자 축구 선수이다.

## 국가대표팀 경력
2014년 FIFA U-17 여자 월드컵에 출전, 우승에 기여했다.
그녀는 2024년 10월 26일 대한민국과의 경기에서 일본 국가대표팀에 데뷔했다. 2025년 EAFF E-1 풋볼 챔피언십에도 출전했다.

## 통계
| 일본 | 일본 | 일본 |
| 연도 | 출전 | 득점 |
| ---- | ---- | ---- |
| 2024 | 1    | 0    |
| 통산 | 1    | 0    |